# Makaja
Makaja (lat. Mackaya), biljni rod iz porodice primogovki smješten u podtribus Graptophyllinae, dio tribusa Justicieae, potporodica Acanthoideae. Sastoji se od 6 vrsta iz Južne Afrike i tropske Azije.
Tipična vrsta je Mackaya bella Harv., grm ili polugrm iz Južne Afrike i Svazija. Specifično ime bella znači "lijepa", počast je njezinim velikim cvjetovima u obliku zvona.

## Etimologija
Rod Mackaya nazvan je u čast Jamesa Townsenda Mackaya (1775. – 1862.), škotskog botaničara i hortikulturiste, koji je bio kustos Botaničkog vrta Trinity Collegea na Sveučilištu u Dublinu od 1804. do svoje smrti 1862. Bio je autor Flora Hibernica, katalog irske flore.

## Opis.
Rod Mackaya pripada u Acanthaceae, a ime mu je dao 1859. godine botaničar William Henry Harvey (1811. – 1866.). To su trajnice sa cistolitima. Rod Mackaya karakteriziraju cvjetovi koji se nalaze svi na jednoj strani osi; ima zvonast vjenčić, 2 plodna prašnika i 2 staminoda. Čaška mnogo kraća od cijevi vjenčića, 5-režnjevita gotovo do baze; režnjevi linearno lancetasti.

## Vrste
1. Mackaya atroviridis (T.Anderson) Das
2. Mackaya bella Harv.
3. Mackaya indica (Nees) Ensermu
4. Mackaya macrocarpa (Nees) Das
5. Mackaya neesiana (Wall.) Das
6. Mackaya tapingensis (W.W.Sm.) Y.F.Deng & C.Y.Wu; u rod je uključen 2009.